# Wilhelm Gustav Dyckerhoff

Wilhelm Gustav Dyckerhoff

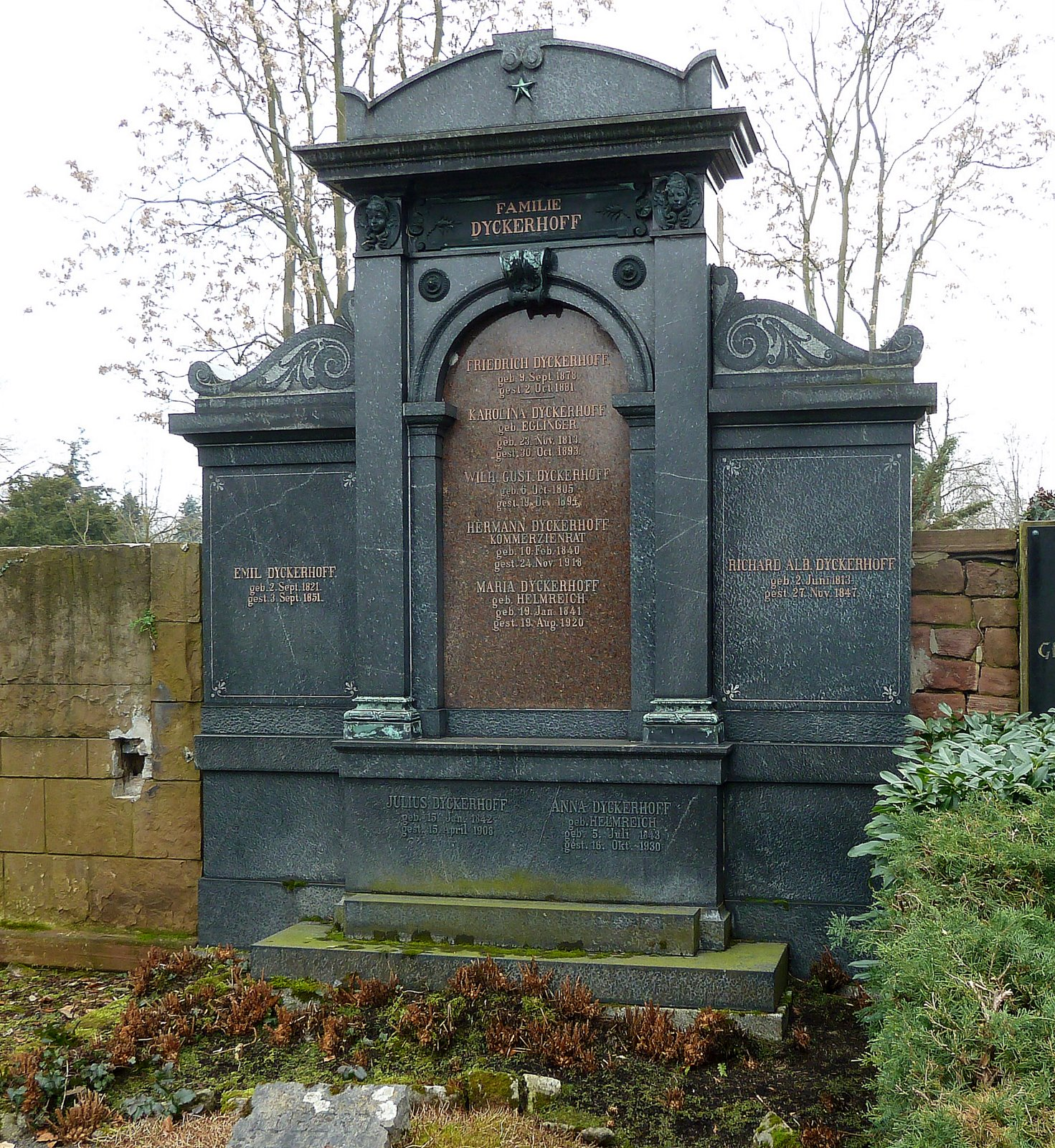
Grab in Mannheim

Wilhelm Gustav Dyckerhoff (* 6. Oktober 1805 in Elberfeld, heute Stadtteil von Wuppertal; † 16. Dezember 1894 in Mannheim) war ein deutscher Kaufmann und Unternehmer, der als Zement-Fabrikant und Gründer der Dyckerhoff AG sowie einer der Gründer des Vorläuferunternehmens der Dywidag bekannt wurde.

## Leben
Nach Lehre und Tätigkeit in einer Eisenwarenhandlung in Ronsdorf und ab 1833 in einem Porzellangeschäft in Stuttgart war Dyckerhoff seit 1835 selbständiger Kaufmann in Mannheim mit einem Porzellan- und Steingut-Großhandel, insbesondere für den Vertrieb von Waren des Unternehmens Villeroy & Boch. 1850 gab er das eigene Geschäft auf und war als Prokurist der Mannheimer Verkaufsniederlassung von Villeroy & Boch tätig, bis diese 1860 mit der Fertigstellung der Eisenbahnlinie über Mettlach, ihrem Betriebssitz, für sich selbst günstigere Vertriebswege fand. Dyckerhoff versuchte sich daraufhin seit 1861 im Zementhandel und in der Zementproduktion. Im Juni 1864 gründete er mit seinen Söhnen Gustav Dyckerhoff und Rudolf Dyckerhoff (1842–1917, der als studierter Maschinenbauingenieur und Chemiker für die Produktion verantwortlich war) eine Zementfabrik in Mainz-Amöneburg (heute Teil von Wiesbaden) direkt am Rhein, die Portland-Cementfabrik Dyckerhoff & Söhne. Schon im zweiten Jahr erzeugten sie 2228 Tonnen Zement. Sie wurden nicht nur durch den Bauboom der Gründerzeit begünstigt, sondern exportierten schon bald ins Ausland, 1886 in über 100 Länder. Ihr Zement fand unter anderem Verwendung beim Bau der Metropolitan Opera, des Waldorf Astoria Hotels und des Fundaments der Freiheitsstatue in New York City. Dyckerhoff blieb bis ins hohe Alter in der Unternehmensleitung aktiv.
1865 war Dyckerhoff auch Mitbegründer der Cementwaaren-Fabrik Lang & Cie. in Karlsruhe, der späteren Bauunternehmung Dyckerhoff & Widmann. Dieses Unternehmen stellte zunächst Betonwaren her, zum Beispiel Formteile wie Rohre oder auch Skulpturen. Schon ein Jahr später trat dort sein Sohn Eugen Dyckerhoff ein, unter dessen Leitung es sich zu einem Betonbau-Unternehmen entwickelte.
Wilhelm Gustav Dyckerhoff war mit Caroline geb. Eglinger (1813–1893) verheiratet, einer Tochter des Pfarrers Wernhard David Eglinger (1778–1855) und dessen Ehefrau Johannetta Eglinger geb. Lichternberger (1785–1862). Aus der Ehe gingen die Söhne Gustav, Hermann, Rudolf, Eugen und Carl sowie die Tochter Bertha (1837–1912, verheiratet mit J. W. Engelsmann) hervor. Alle Söhne betätigten sich unternehmerisch in der Zementindustrie.
Dyckerhoffs Grabmal in Mannheim ist aus Granit in Ädikulaform. Der Mittelrisalit erhebt sich auf zwei Stufen, eingefasst von Pilastern, die mit Engelsköpfen verzierte Kapitelle aufweisen. In einer Nische befindet sich eine rötliche Granit-Inschriftplatte, darüber eine Schlusssteinvolute mit Blattverzierungen.